# Cyclothone microdon

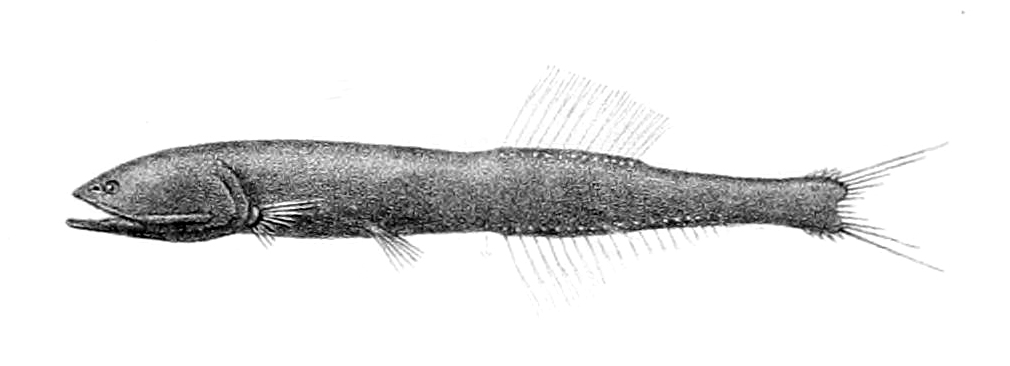
Il·lustració de 1888

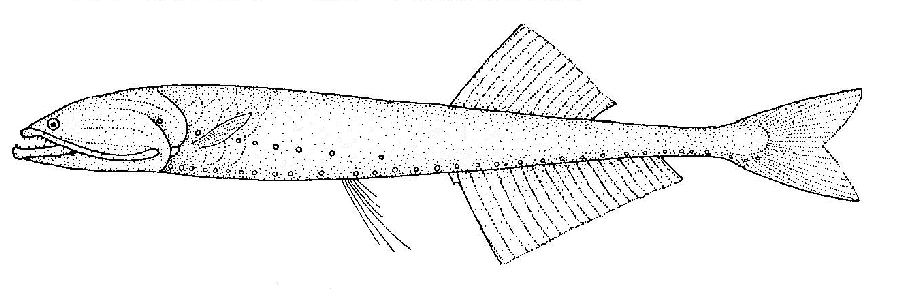
Cyclothone microdon

Cyclothone microdon és una espècie de peix pertanyent a la família dels gonostomàtids.

## Descripció
- Pot arribar a fer 7,6 cm de llargària màxima.
- El seu color varia entre el marró i el negre marronós.
- 13-15 radis tous a l'aleta dorsal i 17-20 a l'anal.[3][4][5]

## Alimentació
Menja principalment copèpodes.

## Hàbitat
És un peix marí, mesopelàgic profund i batipelàgic que viu entre 200 i 5.301 m de fondària (normalment, entre 500 i 2.700) i entre les latituds 67°N-45°S i 180°W-180°E. No fa migracions verticals diàries.

## Distribució geogràfica
Es troba a tot l'Atlàntic; les regions tropicals i australs de l'Índic i del Pacífic; i l'Antàrtic.

## Observacions
És inofensiu per als humans.